# Cyathea cranhamii
Cyathea cranhamii Smith, Rothwell & Stockey, 2003 es una especie de helecho de porte arbóreo conocida por sus restos fósiles localizados en la Formación Longarm de Apple Bay en la Isla de Vancouver (Columbia británica, Canadá). Estos restos han sido datados en el periodo Barremiense del Cretácico inferior siendo los especímenes más tempranos asignables a su género de forma inequívoca y las primeras estructuras reproductivas conservadas para un organismo similar. Toma su epíteto específico cranhamii del investigador Gerald Cranham.
El material preservado de Cyathea cranhamii son unos fragmentos de frondes con dos filas de soros en indusios globosos en su cara abaxial. Las frondes poseen pínulas de pequeño tamaño, con una longitud mayor de 2 milímetros y una anchura variable entre 150 y 200 micrómetros, con nerviación central bien desarrollada y nervios laterales asociados a los soros. El indusio es esferopteroide de 1,3 milímetros, triestratificado y su dehiscencia se produce en dos valvas gracias a una cicatriz paralela a la venación. Este indusio porta unos soros ovales a elongados vascularizados y con hasta 35 esporangios. Los esporangios constan de un corto eje de 5 a 6 células de grosor y una cápsula de hasta 400×300 micrómetros. La cápsula poseía un grosor de una célula y un annulus vertical de 20 células no interrumpido por el tallo (carácter diagnóstico del género) que permitía su dehiscencia. En el interior de los esporangios se observaron hasta 64 esporas triletas de sección ligeramente triangular de entre 40 y 70 micrómetros de diámetro y ornamentadas irregularmente de forma similar a otros miembros de Cyatheaceae.
Las pínulas poseen una epidermis uniseriada mal conservada aunque reconocida sin dudas y un mesófilo laxo con células de entre 35 y 55 micrómetros. El sistema vascular observado en las partes mejor conservadas de los órganos vegetativos estaba formado por numerosas traqueidas con engrosamientos helicoidales formando haces vasculares bien delimitados y una zona periférica correspondiente al floema mal representada en los especímenes. El haz de la vaina de los nervios centrales de las pínulas, con células de entre 15 y 25 micrómetros de diámetro, no poseen diferenciación entre la cara adaxial y abaxial.
Aunque la especie posee rasgos comunes a varios clados, muchos de ellos compartidos con Dicksoniaceae, la presencia de soros abaxiales y no marginales, de annulus continuo y la presencia de 64 esporas por esporangio permite según los autores responsables de su descripción la adhesión de esta especie al género Cyathea. De este modo Cyathea cranhamii ocuparía una posición basal respecto a las especies actuales que presentan una amplia variabilidad en la morfología del indusio y las esporas y establecería su origen en el Cretácico temprano.